# HB Dudelange
El HB Dudelange es un club de balonmano de Luxemburgo. El club posee un equipo masculino que ha jugado en la Liga de Luxemburgo de balonmano y es el más laureado de la competición con 23 campeonatos ganados entre 1962 y 2015.

## Palmarés

### Sección masculina
- Campeonato de Luxemburgo (23) : 1962, 1964, 1965, 1966, 1967, 1968, 1969, 1970, 1971, 1972, 1973, 1976, 1977, 1980, 1981, 1984, 1985, 1986, 1992, 2008, 2009, 2012, 2015
- Copa de Luxemburgo (19) : 1962, 1965, 1966, 1967, 1968, 1970, 1971, 1972, 1973, 1974, 1977, 1978, 1981, 1982, 1985, 1986, 1987, 1993, 2013

### Sección femenina
- Campeonato de Luxemburgo (10) : 1975, 1976, 1977, 1989, 2010, 2011, 2013, 2014, 2015, 2016
- Copa de Luxemburgo (14) : 1980, 1981, 1982, 1983, 1987, 1991, 1998, 2010, 2011, 2013, 2014, 2015, 2016, 2018